# 伊萬尼察 (羅姆內區)
伊萬尼察（烏克蘭語：Іваниця）是位於烏克蘭東北部的村莊，由蘇梅州羅姆內區的內德里海利夫市鎮負責管轄。該村處於捷爾恩河右岸，分別距離戈羅季謝1公里和大布德基4公里，海拔高度153米，2001年人口429。